# Sonderfahndungsliste G.B.
La Sonderfahndungsliste G.B. ("Lista speciale di ricerca Gran Bretagna") fu una lista segreta di importanti persone residenti in Gran Bretagna da arrestare, realizzata all'interno del più vasto dossier Informationsheft Grossbritannien nel 1940 dalle SS come parte della preparazione per la possibile invasione dell'isola, nell'Operazione Leone marino.
L'elenco venne preparato dalla Direzione generale per la Sicurezza del Reich, sotto Reinhard Heydrich. Più tardi l'SS-Oberführer Walter Schellenberg rivendicò nelle sue memorie di aver compilato la lista, a partire dalla fine del giugno 1940. Conteneva 2.820 nomi di persone, inclusi cittadini britannici ed europei in esilio, che le SS Einsatzgruppen avrebbero dovuto arrestare immediatamente dopo l'invasione, occupazione e annessione dell'isola al Terzo Reich. Abbreviazioni dopo ogni nome indicavano se la persona dovesse essere detenuta dalla RSHA Amt IV (la Gestapo) o Amt VI (Ausland-SD, il servizio di intelligence all'estero).